# Oreophrynella
Az Oreophrynella a kétéltűek (Amphibia) osztályába, a békák (Anura) rendjébe és a varangyfélék (Bufonidae) családjába tartozó nem.

## Előfordulása
A nem fajai a Venezuela és Guyana tepuijain (homokkőhegyein) honosak.

## Rendszerezés
A nembe az alábbi fajok tartoznak:
- Oreophrynella cryptica Señaris, 1995
- Oreophrynella huberi Diego-Aransay & Gorzula, 1990
- Oreophrynella macconnelli Boulenger, 1900
- Oreophrynella nigra Señaris, Ayarzagüena & Gorzula, 1994
- Oreophrynella quelchii Boulenger, 1895
- Oreophrynella seegobini Kok, 2009
- Oreophrynella vasquezi Señaris, Ayarzagüena & Gorzula, 1994
- Oreophrynella weiassipuensis Señaris, Do Nascimiento & Villarreal, 2005